# Badumna arguta
Espèce
Synonymes
- Derxema arguta Simon, 1906

Badumna arguta est une espèce d'araignées aranéomorphes de la famille des Desidae.

## Distribution
Cette espèce est endémique du Queensland en Australie. Elle se rencontre vers Cooktown.

## Description
Le mâle holotype mesure 3 mm.

## Publication originale
- Simon, 1906 : Étude sur les araignées de la section des cribellates. Annales de la Société entomologique de Belgique, vol. 50, p. 284-308 (texte intégral).